# خوزه ارگویا
خوزه ارگویا (انگلیسی: José Argoitia؛ زادهٔ ۱۸ ژانویهٔ ۱۹۴۰) بازیکن فوتبال اهل اسپانیا است.
از باشگاه‌هایی که در آن بازی کرده‌است می‌توان به باشگاه فوتبال اتلتیک بیلبائو و باشگاه فوتبال راسینگ سانتاندر اشاره کرد.